# Gota (India)
Gota è una suddivisione dell'India, classificata come census town, di 13.837 abitanti, situata nel distretto di Ahmedabad, nello stato federato del Gujarat. In base al numero di abitanti la città rientra nella classe IV (da 10.000 a 19.999 persone).

## Geografia fisica
La città è situata a 23° 58' 18 N e 73° 04' 12 E.

## Società

### Evoluzione demografica
Al censimento del 2001 la popolazione di Gota assommava a 13.837 persone, delle quali 7.426 maschi e 6.411 femmine. I bambini di età inferiore o uguale ai sei anni assommavano a 1.872, dei quali 1.037 maschi e 835 femmine. Infine, coloro che erano in grado di saper almeno leggere e scrivere erano 9.954, dei quali 5.844 maschi e 4.110 femmine.